# 松田力
松田 力（まつだ りき、1991年7月24日 - ）は、大阪府大阪市出身のプロサッカー選手。Jリーグ・カターレ富山所属。ポジションはフォワード。
ヴィッセル神戸所属のサッカー選手の松田陸は双子の兄。
特別指定選手の最多得点記録保持者（J1リーグ戦4得点）。

## 来歴
インドネシア人の父と日本人の母の間に生まれ、小学校1年でサッカーを始めた。立正大学淞南高校を経て、びわこ成蹊スポーツ大学へ進学。双子の兄の松田陸とともにチームを牽引し、3年時には関西学生サッカーリーグ1部で25得点を挙げ得点王に輝いた。
2013年5月、大分トリニータに特別指定選手として登録。同月22日のナビスコ杯グループリーグ第7節・サガン鳥栖戦で先発出場し、公式戦デビューを果たした。9月に大学のリーグ戦が始まる関係から8月末までが実質的な帯同期間となったが、リーグ戦では9試合に出場しチーム2位の4得点を記録した。これは特別指定選手の最多得点記録である。
複数クラブとの競合の末、2014年に名古屋グランパスへ入団。ちなみに名古屋は、前年大分に特別指定選手として登録されていた松田に2得点を献上している。
2015年8月にジェフユナイテッド千葉へ期限付き移籍。背番号の38は大分での特別指定選手時代にも着用していた番号である。千葉へ加入後、8試合で4得点という結果を残し、千葉が苦手とする夏の得点不足を松田が補った。以降は得点は無かったが、計15試合に出場した。
翌2016年、名古屋に復帰。同年2月に吉本興業とマネジメント契約を結ぶ。
2017年、J2・アビスパ福岡へ完全移籍。福岡へ加入後は主力として活躍。
2019シーズンはキャリアハイ、そしてチーム得点王となる8得点を記録したが、11月26日に契約満了による退団が発表された。
2020年1月6日、ヴァンフォーレ甲府へ移籍する事が発表された。
2021年シーズンより兄の松田陸が所属するセレッソ大阪へ移籍。背番号は22番、兄の陸は2番を付けている。
2022年1月6日、契約満了による退団が発表された。
2022年1月20日、愛媛FCへ加入することが発表された。
2023年、背番号を10番に変更。チームのエースとして活躍し、第25節終了時点で自身初のシーズン2桁得点を記録した。第35節FC今治との「伊予決戦」では体を張ったヘディングシュートで先制点を奪取。結果的にこれが決勝点となり、自身のゴールでJ3優勝とJ2昇格を決めた。また、同シーズンではキャリアハイを更新する13得点を記録し、J3ベストイレブンと最優秀選手賞を受賞した。
2024年11月13日、愛媛FCから契約満了による退団が発表された。
2024年12月25日、カターレ富山に加入することが発表された。

## 所属クラブ
- 大阪セントラルFCジュニア[1]
- 大阪セントラルFCジュニアユース[1]
- 立正大学淞南高等学校
- 2010年 - 2013年 びわこ成蹊スポーツ大学
  - 2013年5月 - 同年12月 大分トリニータ (特別指定選手)
- 2014年 - 2016年 名古屋グランパス
  - 2015年8月 - 同年12月 ジェフユナイテッド千葉(期限付き移籍)
- 2017年 - 2019年 アビスパ福岡
- 2020年 ヴァンフォーレ甲府
- 2021年 セレッソ大阪
- 2022年 - 2024年 愛媛FC
- 2025年 - カターレ富山

## 個人成績
| 国内大会個人成績 | 国内大会個人成績 | 国内大会個人成績 | 国内大会個人成績 | 国内大会個人成績 | 国内大会個人成績 | 国内大会個人成績 | 国内大会個人成績 | 国内大会個人成績 | 国内大会個人成績 | 国内大会個人成績 | 国内大会個人成績 |
| 年度             | クラブ           | 背番号           | リーグ           | リーグ戦         | リーグ戦         | リーグ杯         | リーグ杯         | オープン杯       | オープン杯       | 期間通算         | 期間通算         |
| 年度             | クラブ           | 背番号           | リーグ           | 出場             | 得点             | 出場             | 得点             | 出場             | 得点             | 出場             | 得点             |
| 日本             | 日本             | 日本             | 日本             | リーグ戦         | リーグ戦         | リーグ杯         | リーグ杯         | 天皇杯           | 天皇杯           | 期間通算         | 期間通算         |
| ---------------- | ---------------- | ---------------- | ---------------- | ---------------- | ---------------- | ---------------- | ---------------- | ---------------- | ---------------- | ---------------- | ---------------- |
| 2013             | 大分             | 38               | J1               | 9                | 4                | 1                | 0                | -                | -                | 10               | 4                |
| 2014             | 名古屋           | 17               | J1               | 31               | 1                | 6                | 1                | 4                | 3                | 41               | 5                |
| 2015             | 名古屋           | 17               | J1               | 11               | 1                | 4                | 1                | -                | -                | 15               | 2                |
| 2015             | 千葉             | 38               | J2               | 15               | 4                | -                | -                | 2                | 1                | 17               | 5                |
| 2016             | 名古屋           | 38               | J1               | 14               | 1                | 0                | 0                | 0                | 0                | 14               | 1                |
| 2017             | 福岡             | 8                | J2               | 31               | 4                | -                | -                | 2                | 0                | 33               | 4                |
| 2018             | 福岡             | 17               | J2               | 37               | 6                | -                | -                | 1                | 0                | 38               | 6                |
| 2019             | 福岡             | 17               | J2               | 36               | 8                | -                | -                | 1                | 0                | 37               | 8                |
| 2020             | 甲府             | 16               | J2               | 36               | 4                | -                | -                | -                | -                | 36               | 4                |
| 2021             | C大阪            | 22               | J1               | 20               | 1                | 4                | 1                | 1                | 0                | 25               | 2                |
| 2022             | 愛媛             | 22               | J3               | 29               | 8                | -                | -                | -                | -                | 29               | 8                |
| 2023             | 愛媛             | 10               | J3               | 34               | 13               | -                | -                | -                | -                | 34               | 13               |
| 2024             | 愛媛             | 10               | J2               | 32               | 3                | 0                | 0                | 0                | 0                | 32               | 3                |
| 2025             | 富山             | 10               | J2               |                  |                  |                  |                  |                  |                  |                  |                  |
| 通算             | 日本             | 日本             | J1               | 85               | 8                | 15               | 3                | 5                | 3                | 105              | 14               |
| 通算             | 日本             | 日本             | J2               | 187              | 29               | 0                | 0                | 6                | 1                | 193              | 30               |
| 通算             | 日本             | 日本             | J3               | 63               | 21               | -                | -                | -                | -                | 63               | 21               |
| 総通算           | 総通算           | 総通算           | 総通算           | 335              | 58               | 15               | 3                | 11               | 4                | 393              | 65               |

- 2013年は特別指定選手

その他の公式戦
- 2017年
  - J1昇格プレーオフ 2試合0得点

その他の国際公式戦
- 2014年
  - トヨタプレミアカップ 1試合0得点

- 公式戦初出場 - 2013年5月22日 ナビスコ杯予選リーグ第7節 対サガン鳥栖 (ベストアメニティスタジアム)
- Jリーグ初出場（J1） - 2013年7月6日 J1第14節 対横浜F・マリノス (ニッパツ三ツ沢球技場)
  - Jリーグ初得点 - 同上

## 選抜歴
- 2012年 関西大学選抜
- 2013年 関西大学選抜

## タイトル

### クラブ
関西学生選抜
- デンソーカップチャレンジサッカー (2012年)

愛媛FC
- J3リーグ：1回（2023年）

### 個人
- 関西学生サッカーリーグ1部 新人賞 (2010年)
- 関西学生サッカーリーグ1部 優秀選手賞 (2012年、2013年)
- 関西学生サッカーリーグ1部 得点王 (2012年)
- デンソーカップチャレンジサッカー ベストイレブン (2012年)
- J3 ベストイレブン:1回 (2023年)
- J3 最優秀選手賞:1回 (2023年)